# کالدونیا
کالدونیا (به انگلیسی: Caledonia) یک نام لاتین است که رومی‌ها بر شمال بریتانیا (تقریباً اسکاتلند امروزی) نهادند. منطقه‌ای که فراتر از قلمرو امپراتوری رم بود و تحت تسلط آنان قرار نداشت. امروزه از این نام بیشتر در شعرها و نوشته‌های رمانتیک استفاده می‌شود و مقصود از آن همه اسکاتلند است.

## کاربرد تاریخی
کالدونیا نامی بود که رومی‌ها بر اراضی شمال ایالت بریتانیای خود گذاشته بودند. بطلمیوس در اثر خود به‌نام جغرافیا، احتمالاً بر اساس منابع متقدم و همچنین روایت معاصر با اردوکشی‌های نئوس ژولیوس آگریکولا می‌گوید در کلدونیا ۱۹ «شهر» وجود داشته‌است و آن‌ها را معرفی می‌کند. هیچ مدرک باستان‌شناختی مبنی بر شهرنشینی در این زمان در اسکاتلند نیست و این ۱۹ «شهر» احتمالاً قلعه، بازارهای فصلی، یا مکان‌های ملاقاتی بوده‌اند. نام بیشتر این «شهر» ها امروزه نامفهومند: دوانا ممکن است بانچوری امروزی باشد، آلائونا (به معنای «صخره») در غرب احتمالاً صخره دامبارتون است و مکانی به همین نام در شرق لولندز ممکن است محوطهٔ دژ ادینبورو باشد و لیندون هم احتمالاً بالوک بر کرانهٔ دریاچه لوموند است.

## کاربرد امروزی
امروزه از کلمهٔ کالدونیا به عنوان نامی رمانتیک برای اسکاتلند استفاده می‌شود و سازمان‌ها و نهادهای بسیاری در این کشور نام یا شعار خود را از آن به عاریه گرفته‌اند.

## یادداشت
1. ↑  Devana
2. ↑  Alauna
3. ↑  Lindon